# Phragmatobia neptunus
Phragmatobia neptunus là một loài bướm đêm thuộc phân họ Arctiinae, họ Erebidae.